# Iglesia de Nuestra Señora de la Asunción (Ráfales)
La iglesia de Nuestra Señora de la Asunción de Ráfales (Provincia de Teruel, España) es un edificio perteneciente al grupo de construcciones en estilo gótico levantino que poblaron el Bajo Aragón durante el siglo XIV.
Consta de una amplia y elevada nave única, capillas laterales entre los contrafuertes (las dos primeras comunicadas entre sí) y cabecera poligonal. En el siglo XVI se amplió con un tramo más y sus correspondientes capillas laterales y ya en el siglo XVII se volvió a ampliar con otro tramo más, el coro y la nueva portada, respetándose en todo momento su estilo original. Al interior destaca la variedad de las bóvedas de crucería empleadas: sencillas, estrelladas, en abanico, etc., único elemento que aligera la austeridad decorativa. 

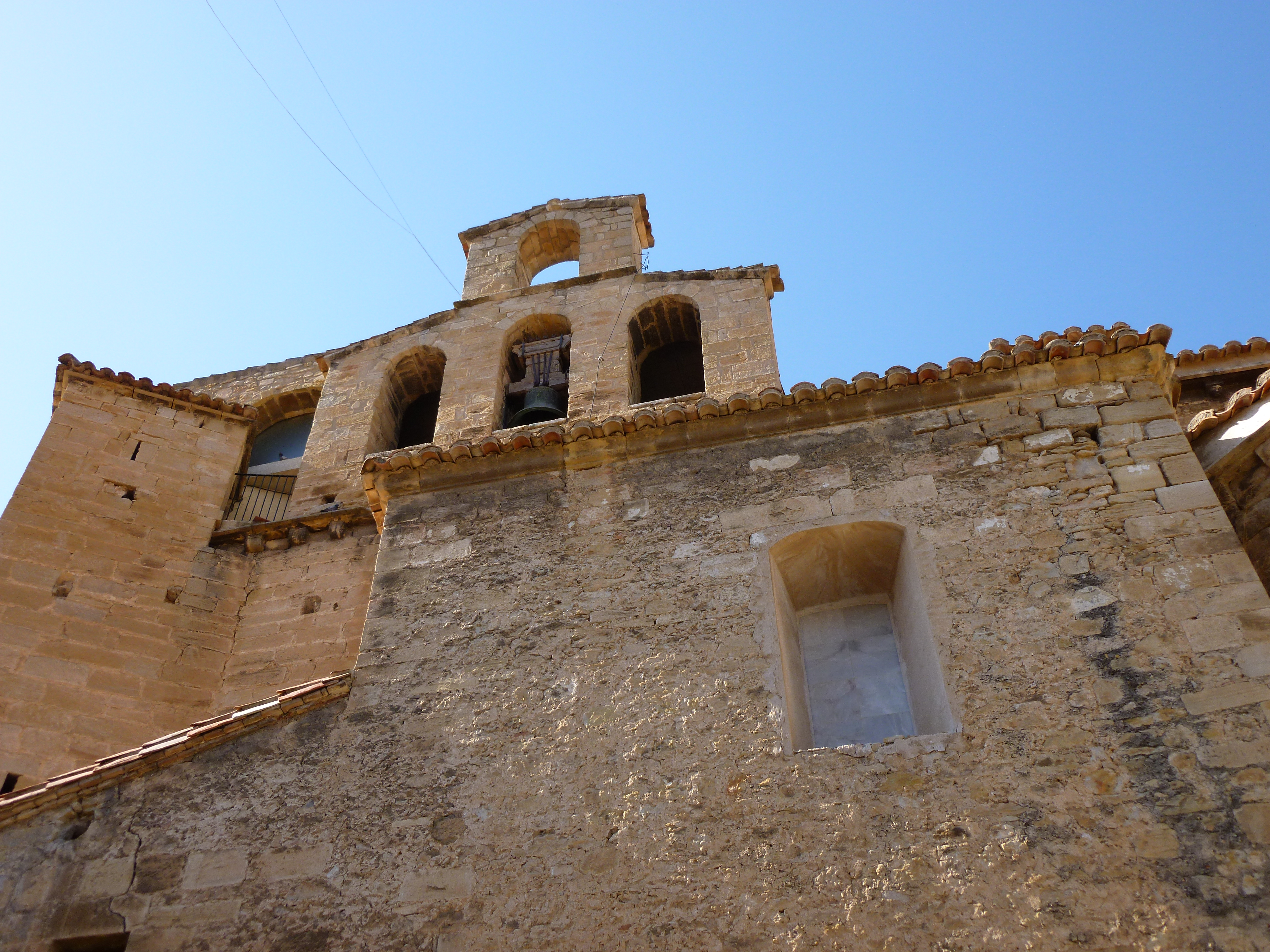
Detalle espadaña

Al exterior destaca de nuevo su sobriedad, sólo interrumpida por la presencia de potentes contrafuertes realizados en piedra sillar, al igual que el resto de la construcción, y una imposta con canetes que recorre su perímetro en la parte superior, señalando el lugar a partir del cual se recreció la cubierta en el siglo XVII.
En ese momento fue cuando se añadió también la gran espadaña del frente meridional. Esta se halla, en parte, oculta por la torre de planta cuadrada situada en el ángulo meridional de la fachada, y consiste en una simple portada en arco apuntado y un óculo sobre ella.